# Heuilley-le-Grand
Heuilley-le-Grand är en kommun i departementet Haute-Marne i regionen Grand Est (tidigare regionen Champagne-Ardenne) i nordöstra Frankrike. Kommunen ligger i kantonen Longeau-Percey som tillhör arrondissementet Langres. År 2022 hade Heuilley-le-Grand 190 invånare.

## Befolkningsutveckling
Antalet invånare i kommunen Heuilley-le-Grand
| Referens: INSEE |